# Glorieta de Quevedo
La glorieta de Quevedo es un espacio urbanístico en forma de glorieta ubicado en Madrid, denominada en honor al escritor español del Siglo de Oro: Francisco Gómez de Quevedo Villegas. En el centro hay una escultura en honor al escritor tallada por Agustín Querol en 1902. La glorieta se sitúa en un cruce de la calle de Fuencarral (que comienza como prolongación de la de Montera desde Sol pasando por la glorieta de Bilbao), la calle de San Bernardo (desde la plaza de Santo Domingo pasando por la glorieta de Ruiz Giménez), la calle de Bravo Murillo (que asciende hasta la plaza de Castilla, pasando por la glorieta de Cuatro Caminos).

## Historia
Desde el siglo XVII se celebraba la romería del Trapillo en las cercanías de la Puerta de Fuencarral (denominada puerta de los Pozos). El espacio que ocupa la plaza en la actualidad se encontraba a las afueras en el siglo XVII. Era un cruce de caminos hacia el pueblo de Fuencarral y Francia. 
Estuvo muy próximo el cementerio General del Norte (en el espacio que en el siglo xxi ocupa el complejo de Arapiles), camposanto creado por una Real Cédula de Carlos III en 1787. Una puerta se abría al recinto desde la misma antigua plazuela circular con aspecto de pequeña plaza.
La denominación de la glorieta, empleando el apellido del escritor madrileño (nacido en 1580), se asigna por primera vez a esta plaza, en 1860. El urbanista Ángel Fernández de los Ríos promueve la conexión con Moncloa mediante una vía en honor al ingeniero George Stephenson constructor de la primera línea ferroviaria pública del mundo. El Canal de Isabel II inaugura sus primeras instalaciones de servicio de agua en esta plaza. Desplazando las aguas del río Lozoya mediante conductos a los primeros depósitos.

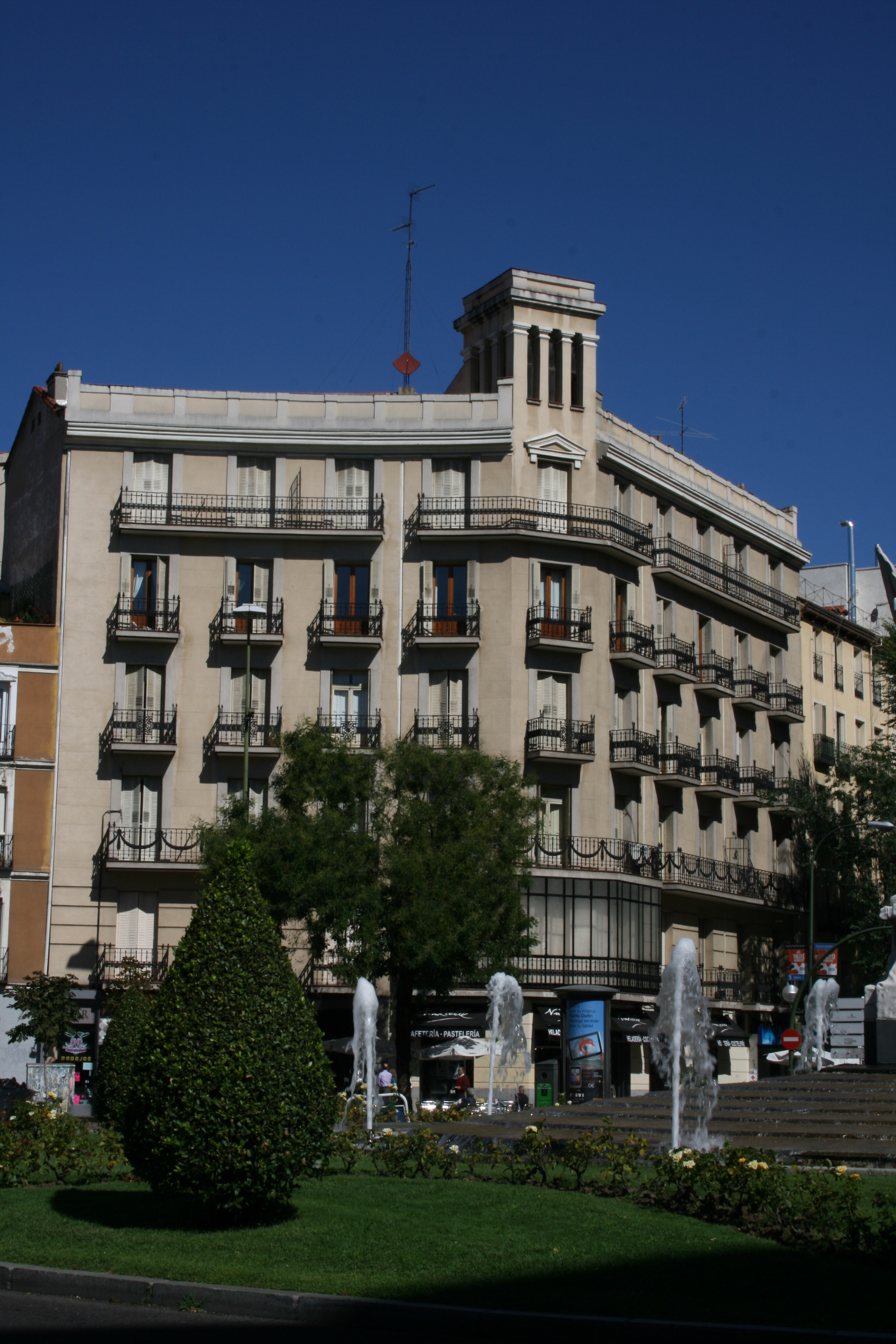
Grupo de viviendas construido por Antonio Palacios en 1913.

El 27 de diciembre de 1925 se abrió al público la estación de Quevedo conectada con las líneas 1 y 2 del Metro madrileño. 
Durante la guerra Civil la plaza tuvo protagonismo a raíz del llamado golpe de Casado.
La glorieta fue lugar de paso del monumento a los héroes del dos de mayo de Aniceto Marinas (originalmente erigido en la glorieta de San Bernardo), hasta que, en la década de 1960, fue trasladado a su ubicación actual junto a la Plaza de España. Fue en esa década cuando se instaló en su lugar en la glorieta de Quevedo el monumento epónimo obra de Agustín Querol en honor al escritor del Siglo de Oro, originalmente erigido en la plaza de Alonso Martínez. Hacia 1999 se instaló una fuente bajo el monumento a Quevedo.

## Leyendas
- Leyenda del Tuerto de Pirón. El Tuerto de Pirón era un bandolero nacido en la localidad segoviana de Santo Domingo de Pirón. Fernando Delgado Sanz, apodado el Tuerto de Pirón, robaba a los ricos, asaltaba iglesias y caminos, en esta glorieta tuvo lugar una de sus detenciones más famosas.[11][12]